# Guy de La Brosse

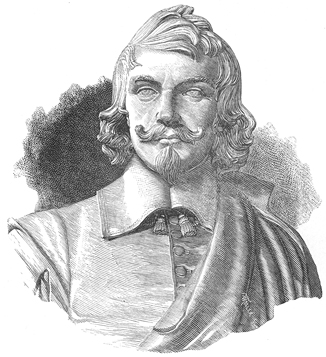
Guy de La Brosse enligt en marmorbyst av Nicolas-Augustin Matte.

Guy de La Brosse, född cirka 1586 i Rouen, död den 31 augusti 1641 i Paris, var en fransk botaniker, läkare och farmakolog.

## Biografi
Guy de La Brosse studerade botanik, kemi och medicin i Montpellier. Han var därefter läkare till Ludvig XIII av Frankrike och fick den 6 juli 1626 tillstånd att anlägga en trädgård för odling av medicinalväxter i Paris: Jardin royal des plantes médicinales, senare känd som Jardin de Roi. När trädgården öppnades för allmänheten 1635 (formellt öppnad först 1640) blev han dess förste intendent, en post han behöll till sin död 1641. I samband med den franska revolutionen ombildades denna trädgård med tillhörande byggnader 1793 till Jardin des Plantes och Muséum national d'histoire naturelle. Anläggandet av trädgården och dess institutioner sågs som ett hot mot det undervisningsmonopol som den medicinska fakulteten vid Paris universitet hade.

## Verk

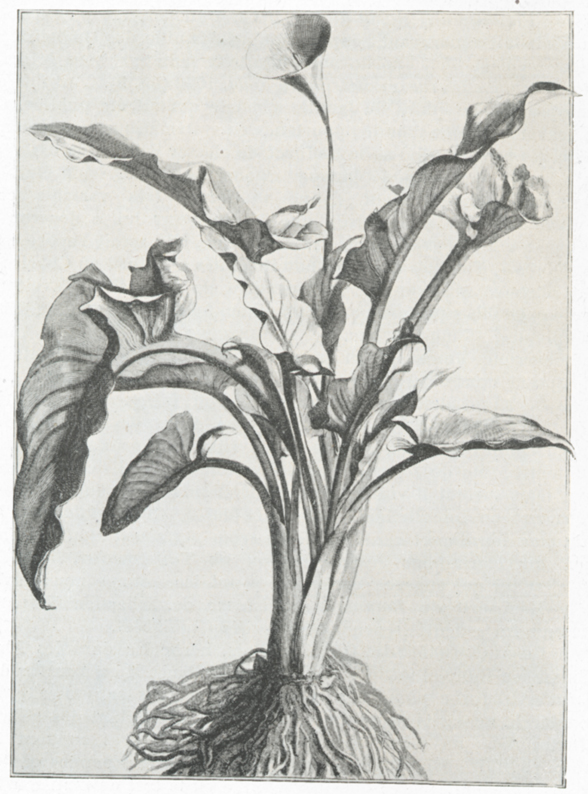
Calla aethiopica, plansch nr 15 i Recueil des plantes du Jardin du Roi (gravyr av Abraham Bosse).

Hans mest uppmärksammade verk är De la nature, vertu, et utilite des plantes (Paris 1628) som innehåller en detaljerad redogörelse för hans teoretiska syn på växtvärlden och är, enligt Agnes Arber, en "blandning av barnsliga tankar och kritisk spekulation som är före sin tid". Mycket utgår från hans uppfattning om att växterna har en själ som påminner om djurens och han hyste även uppfattningen om att växter borde klassificeras efter användbarhet, han var ju medicinare... Han tar avstånd från den rådande auktoritetstron och mottot för boken är "sanningen, inte auktoriteten". Speciellt märks hans avståndstagande till Aristoteles och skolastiken.
Bland övriga verk märks:
- Traicté de la peste. Paris 1623. Redan i hans första verk (om pesten) framgår hans samhörighet med experimentatorn Paracelsus och avståndstagandet från den traditionella auktotitetsbundna medicinen.[7]
- Dessein d'un jardin royal pour la culture des plantes médecinales à Paris, où est amplement déduit la raison de la nécessité et quel bien il peut apporter au public. Paris 1628.
- Advis pour le Jardin Royal des pl. méd. que le roy Louis XllI veut establir à Paris… Paris 1631.
- Description du Jardin royal des plantes medecinales, estably par le Roy Louis le Juste, à Paris. Contenant le catalogue des plantes qui y sont de present cultivées… Paris 1636, 1641.
- Eclairciss. contre le livre de Beaugrand, intitulé Géostatique. Paris 1637.
- Elucidatio paralogismorum quorundam vel errorum contra leges ratiocinii et demonstrationis. Paris 1638.
- L’ouverture du Jardin royal de Paris pour la démonstration des plantes médecinales. Paris 1640.
- Recueil des plantes du Jardin du Roi (oavslutad) Med fyrahundra planscher av Abraham Bosse. La Brosses arvingar sålde kopparplåtarna till en kopparsmed, men hans efterträdare Guy-Crescent Fagon lyckades rädda ett femtiotal och en begränsad upplaga med 45 planscher om tjugofyra exemplar trycktes upp av Sébastien Vaillant och Antoine de Jussieu "till deras vänner".[8][9]